# Frank Moss (1917)
Frank Moss (Aston, 16 settembre 1917 – Looe, 5 maggio 1997) è stato un calciatore inglese, di ruolo centrocampista.

## Carriera
Ha collezionato più di 200 presenze con la maglia dell'Aston Villa.